# Italo-lussemburghesi
Italo-lussemburghesi sono gli italiani radicatisi nel Lussemburgo soprattutto da fine '800 e i loro discendenti.

## Storia
I primi italiani in Lussemburgo giunsero nel 1892 e a alla fine dell'Ottocento la comunità italiana era di solo 439 persone, ma già nel 1900 la comunità italiana salì a 7.000 persone e poi a 10.000 solo dieci anni dopo. Gli emigranti italiani hanno lavorato soprattutto nelle miniere e nell'industria siderurugica del Paese (come nel vicino Belgio) fino alla loro chiusura, tuttora la comunità italiana è impiegata nel terziario (soprattutto banche).

Nel 1960, gli italiani costituivano il 37,8% di tutti gli stranieri residenti in Lussemburgo (contro l'8,2% del 2011). Il massimo storico della comunità italiana si ebbe nel 1970, quando gli italiani in Lussemburgo erano 23.490, ovvero ben il 6,9% dell'intera popolazione del Granducato.
L'italo-lussemburghese più importante è stato il politico e sindacalista Luigi Rech che dal 1985 al 1993 fu borgomastro di Dudelange e vicepresidente nazionale della Confédération générale du travail luxembourgeoise (CGT-L).

Al 1º gennaio 2011 secondo l'AIRE in Lussemburgo erano presenti 22.965 italiani (pari al 4,8% della popolazione lussemburghese) e quasi un quarto degli emigranti è di origine pugliese.